# Georgià
|  | Per a altres significats, vegeu «Georgià (desambiguació)». |

El georgià, també anomenat kartvelià (nom derivat de ქართული, kartuli, que és el nom que rep aquesta llengua en georgià), és la llengua oficial de Geòrgia. Pertany a les llengües kartvelianes.
És la llengua materna d'uns 4.000.000 de persones a la mateixa Geòrgia (on representa el 84% de la població) i d'uns altres 3,4 milions fora (principalment, a Turquia, Rússia, als Estats Units i Europa, amb petites comunitats a l'Iran i a l'Azerbaidjan). És la llengua literària de tots els grups ètnics georgians.
El georgià té un sistema d'escriptura propi format pels tres alfabets georgians. En l'actualitat només se n'empra un: l'alfabet mkhedruli (მხედრული) o escriptura militar, però en diferents èpoques cada alfabet ha tingut àmbits d'ús propis.

## Fonologia i gramàtica
El georgià conté un sistema fonològic amb abundància de sons africats i fricatius, i cinc vocals amb valor de fonema. És una llengua aglutinant amb un ordre de la frase variable.
Els substantius es declinen en set casos: nominatiu, ergatiu, datiu, genitiu, instrumental, adverbial i vocatiu. No té gènere gramatical ni articles.

## Arbre genealògic
|          |          |          |          |          |          |  |  |     |     |     |     | proto-kartvelià |     |  |  |           |           |                |           |           |           |  |  |         |         |         |         |         |         |  |  |  |  |
|          |          |          |          |          |          |  |  |     |     |     |     |                 |     |  |  |           |           |                |           |           |           |  |  |         |         |         |         |         |         |  |  |  |  |
|          |          |          |          |          |          |  |  |     |     |     |     |                 |     |  |  |           |           |                |           |           |           |  |  |         |         |         |         |         |         |  |  |  |  |
|          |          |          |          |          |          |  |  |     |     |     |     |                 |     |  |  |           |           | proto-kart-zan |           |           |           |  |  |         |         |         |         |         |         |  |  |  |  |
|          |          |          |          |          |          |  |  |     |     |     |     |                 |     |  |  |           |           |                |           |           |           |  |  |         |         |         |         |         |         |  |  |  |  |
|          |          |          |          |          |          |  |  |     |     |     |     |                 |     |  |  |           |           |                |           |           |           |  |  |         |         |         |         |         |         |  |  |  |  |
|          |          |          |          |          |          |  |  |     |     |     |     | proto-zan       |     |  |  |           |           |                |           |           |           |  |  |         |         |         |         |         |         |  |  |  |  |
|          |          |          |          |          |          |  |  |     |     |     |     |                 |     |  |  |           |           |                |           |           |           |  |  |         |         |         |         |         |         |  |  |  |  |
|          |          |          |          |          |          |  |  |     |     |     |     |                 |     |  |  |           |           |                |           |           |           |  |  |         |         |         |         |         |         |  |  |  |  |
| svanetià | svanetià | svanetià | svanetià | svanetià | svanetià |  |  | laz | laz | laz | laz | laz             | laz |  |  | mingrelià | mingrelià | mingrelià      | mingrelià | mingrelià | mingrelià |  |  | georgià | georgià | georgià | georgià | georgià | georgià |  |  |  |  |

## Expressions útils en georgià
- გამარჯობა(თ) /gamartjoba(t')/ – Hola (a tothom)
- გაგიმარჯოს /gaguimartjos/ – Hola (resposta)
- როგორა ხარ(თ)? /rogora khar(t')?/ – Com estàs (esteu)?
- კარგად, და შენ (თქვენ)? /kargad, da xen (t'k'ven)?/ – Bé, i tu (vosaltres)?
- მეც (ჩვენც)! /mets (txvents)!/ – Jo (nosaltres) també!
- მიყვარხარ(თ) /miqvarkhar(t')/ – T'estimo (us estimo)
- ბოდიში /bodixi/ – Ho sento, perdó
- გილოცავ! /guilotsav!/ – Felicitats!
- გაუმარჯოს! /gaumartjos!/ – Salut! Xin-xin!
- მე(ჩვენ) ქართველი,კატალონიელი,ვალენსიელი,ბალეარელი ვარ(თ) /me(txven) k'art'veli,katalonieli,valensieli, baleareli var(t')/ – Soc (som) georgià(ns),català(ns),valencià(ns),balear(s)